# Lizbona
Lizbóna (portugalsko Lisboa) je glavno mesto in največje mesto na Portugalskem. Število prebivalcev je 505.526 v upravnih mejah na ozemlju 100,05 km², medtem ko ima t. i. Velika Lizbona (Grande Lisboa) okoli 2,2 milijona in je po velikosti 11. naseljeno mestno območje v Evropski uniji. Okoli 3 milijone ljudi živi v metropolitanskem območju Lizbone, vključno s portugalsko riviero (kar predstavlja približno 27 % prebivalstva države). To je najbolj zahodno glavno mesto na celinski Evropi in edino ob obali Atlantika. Lizbona leži na zahodnem delu Iberskega polotoka ob izlivu reke Tajo v Atlantski ocean. Najzahodnejša točka kontinentalne Evrope, ki je znana kot Cabo da Roca, se nahaja na širšem območju mesta v gričevju Sintra.
Lizbona je priznana kot globalno mesto na alfa ravni zaradi svojega pomena financ, trgovine, medijev, zabave, umetnosti, mednarodne trgovine, izobraževanje in turizme. Je edino portugalsko mesto, poleg Porta, ki je priznano kot globalno mesto. Je eno glavnih gospodarskih središč na celini, z rastočim finančnim sektorjem in eno od največjih pristanišč za kontejnerje na atlantski obali Evrope. Poleg tega je leta 2018 letališče Humberto Delgado postreglo 29 milijonov potnikov, saj je bilo najbolj obremenjeno letališče na Portugalskem, tretje najbolj obremenjeno na Iberskem polotoku in 20. najbolj obremenjeno v Evropi, ima avtocestno omrežje in hitri železniški sistem Alfa Pendular. Povezuje glavna mesta Portugalske (kot so Braga, Porto in Coimbra) z Lizbono. Mesto je deveto najbolj obiskano mesto v južni Evropi, po Rimu, Carigradu, Barceloni, Milanu, Benetkah, Madridu, Firencah in Atenah, v letu 2017 jo je obiskalo 3.320.300 turistov. Lizbonska regija prispeva z višjim BDP na prebivalca kot katera koli druga regija na Portugalskem. Njen BDP znaša 96,3 milijarde USD, torej 32.434 USD na prebivalca. Mesto zavzema 40. mesto glede najvišje bruto plače na svetu. Večina sedežev multinacionalnih korporacij na Portugalskem je na območju Lizbone. Je tudi politično središče države, kot sedež vlade in rezidenta voditelja države.
Lizbona je eno najstarejših mest na svetu in eno najstarejših v Zahodni Evropi, ki je nastala stoletja pred drugimi sodobnimi evropskimi prestolnicami, kot so London, Pariz in Rim. Julij Cezar je naredil občino Felicitas Julia in ji dodal ime Olisipo. Vladala ji je vrsta germanskih plemen od 5. stoletja, ko so jo v 8. stoletju zajeli Mavri. Leta 1147 so jo križarji pod vodstvom Afonsa Henriquesa ponovno osvojili in od takrat je bilo glavno politično, gospodarsko in kulturno središče Portugalske.

## Etimologija
Ime Lizbona je morda izpeljano iz protokeltskega ali keltskega Olisippo, Lissoppo ali podobnega imena, ki so ga druga gostujoča ljudstva, kot so stari Feničani, Grki in Rimljani, ustrezno prilagodila, kot je predrimsko ime za reko Tajo, Lisso ali Lucio. Klasični avtorji, ki so pisali v latinščini in grščini, vključno s Strabonom, Solinom in Marcijanom Kapelo, so se sklicevali na priljubljene legende, da je mesto Lizbona ustanovil mitski junak Odisej. Ime Lizbona je v latinščini zapisal Ulyssippo geograf Pomponij Mela, rojen v Hispaniji. Plinij starejši ga je kasneje imenoval Olisipo, Grki pa Olisipo (Ὀλισσιπών) ali Olisipona (Ὀλισσιπόνα).
Druga trditev, ki se ponavlja v literaturi je, da bi ime Lizbona lahko izsledili nazaj v feničanske čase, nanašajoč se na domnevni feničanski izraz Alis-Ubbo, kar pomeni 'varen pristan' ali 'prijetno zatočišče'. Čeprav sodobna arheološka izkopavanja kažejo na prisotnost Feničanov na tej lokaciji že od leta 1200 pr. n. št., ta ljudska etimologija »ni nikoli potrjena v starodavni klasični literaturi«.
Ime Lizbona se običajno skrajša kot LX ali Lx, kar izvira iz zastarelega črkovanja Lizbone kot Lixbõa. Čeprav je staro črkovanje od takrat popolnoma opuščeno in je v nasprotju s sodobnimi jezikovnimi standardi, se okrajšava še vedno pogosto uporablja.

## Zgodovina

### Izvor
V obdobju neolitika so regijo poseljevala predkeltska plemena, ki so gradila verske in nagrobne spomenike, megalite, dolmene in menhirje, ki so še vedno ohranjeni na območjih na obrobju Lizbone. Indoevropski Kelti so vdrli v 1. tisočletju pred našim štetjem in se pomešali s predindoevropskim prebivalstvom, kar je povzročilo keltsko govoreča lokalna plemena, kot sta Cempsi ali Sefes.
Čeprav je znano, da prve utrdbe na hribu Castelo v Lizboni niso starejše od 2. stoletja pr. n. št., so nedavne arheološke najdbe pokazale, da so ljudje iz železne dobe na tem mestu živeli od 8. do 6. stoletja pr. n. št. Ta avtohtona naselbina je vzdrževala komercialne odnose s Feničani, kar bi lahko pojasnilo nedavne najdbe feničanske keramike in drugih materialnih predmetov. Arheološka izkopavanja v bližini gradu São Jorge (Castelo de São Jorge) in Lizbonske stolnice kažejo na prisotnost Feničanov na tej lokaciji že od leta 1200 pr. n. št. in z gotovostjo je mogoče trditi, da je na mestu stala feničanska trgovska postojanka zdaj središče sedanjega mesta, na južnem pobočju Grajskega hriba. Zaščiteno pristanišče v izlivu reke Tajo je bilo idealno mesto za ibersko naselbino in bi zagotovilo varno pristanišče za raztovarjanje in oskrbo feničanskih ladij. Naselbina je bila pomembno središče komercialne trgovine s plemeni v notranjosti, saj je zagotavljala trg za dragocene kovine, sol in soljene ribe, ki so jih zbirali, ter za prodajo luzitanskih konj, znanih v antiki.
Po vztrajni legendi je bila lokacija poimenovana po mitskem Odiseju, ki je ustanovil mesto, ko je odplul proti zahodu do konca znanega sveta.

### Rimska doba
Po porazu Hanibala leta 202 pr. n. št. med punskimi vojnami so se Rimljani odločili Kartagini odvzeti njeno najdragocenejšo posest: Hispanijo (Iberski polotok). Poraz kartažanskih sil s strani Scipiona Afričana v vzhodni Hispaniji je omogočil pacifikacijo zahoda, ki jo je vodil konzul Decim Junij Brut Kalaik. Decim je pridobil zavezništvo Olissipa (ki je poslal može, da se borijo skupaj z rimskimi legijami proti severozahodnim keltskim plemenom), tako da ga je vključil v cesarstvo kot Municipium Cives Romanorum Felicitas Julia. Lokalne oblasti so dobile samoupravo nad ozemljem, ki je obsegalo 50 km; oproščena davkov, njeni državljani so dobili privilegije rimskega državljanstva, nato pa je bila vključena v rimsko provinco Luzitanija (katere glavno mesto je bila Emerita Augusta).
Luzitanski napadi in upori med rimsko okupacijo so zahtevali gradnjo obzidja okoli naselja. Med Avgustovo vladavino so Rimljani zgradili tudi veliko gledališče; Kasijanove terme (pod Rua da Prata); templji Jupitra, Diane, Kibele, Tetide in Idee Frigije (nenavaden kult iz Male Azije), poleg templjev cesarja; velika nekropola pod Praça da Figueira; velik forum in druge stavbe, kot so insule (večnadstropne stanovanjske stavbe) na območju med Grajskim gričem in zgodovinskim mestnim jedrom. Veliko teh ruševin je bilo prvič odkritih sredi 18. stoletja (ko je nedavno odkritje Pompejev naredilo rimsko arheologijo modno med evropskimi višjimi sloji).
Mesto je napredovalo, ko je bilo odpravljeno piratstvo in uveden tehnološki napredek, posledično je Felicitas Julia postala središče trgovanja z rimskimi provincami Britanijo (zlasti Cornwall) in Renom. Gospodarsko močan Olissipo je bil znan po svojem garumu (ribja omaka, ki so jo zelo cenile elite cesarstva in so jo v amforah izvažali v Rim), vinu, soli in konjereji, medtem ko je rimska kultura prežemala zaledje. Mesto je bilo s široko cesto povezano z dvema drugima velikima mestoma zahodne Španije, Bracara Augusta v provinci Tarraconensis (portugalsko Braga) in Emerita Augusta, glavnim mestom Luzitanije. Mestu je vladal oligarhični svet, v katerem sta prevladovali dve družini, Juliji in Kasije, čeprav je regionalno oblast upravljal rimski guverner Emerite ali neposredno cesar Tiberij. Med večino latinsko govorečih je živela velika manjšina grških trgovcev in sužnjev.
Olissipo je bil, tako kot večina velikih mest v Zahodnem cesarstvu, središče za širjenje krščanstva. Njegov prvi izpričani škof je bil Potamius (ok. 356), v obdobju preganjanja kristjanov pa je bilo več mučencev: Verissimus, Maxima in Julia so najpomembnejši primeri. Do padca Rima je Olissipo postal pomembno krščansko središče.

### Srednji vek
Po razpadu Zahodnega rimskega cesarstva so sledili vpadi barbarov; med leti 409 in 429 so mesto zaporedoma zasedli Sarmati, Alani in Vandali. Germanski Svebi, ki so ustanovili kraljestvo Gallaecia (sodobna Galicija in severna Portugalska), s prestolnico v Bracara Augusta (sodobna Braga), so do leta 585 nadzorovali tudi regijo Lizbone. Leta 585 je bilo kraljestvo Svebov vključeno v germansko vizigotsko kraljestvo Toledo, ki je obsegalo ves Iberski polotok: Lizbona se je takrat imenovala Ulishbona.
6. avgusta 711 so Lizbono zavzele muslimanske sile Omajadskega kalifata. Ti osvajalci so zgradili številne mošeje in hiše, obnovili mestno obzidje (znano kot Cerca Moura) in vzpostavili upravni nadzor, medtem ko so raznolikemu prebivalstvu (Arabci, Berberi, Muvaladi, Mozarabci, Sakalibi in Judje) dovolili ohraniti svoj socialno-kulturni življenjski slog. Mozarabščina (iberoromanski jezik) je bila materni jezik, ki ga je govorila večina krščanskega prebivalstva, čeprav je bila arabščina splošno znana, ker so jo govorile vse verske skupnosti. Islam je bil uradna vera Arabcev, Berberov, Sakalibov in Muvaladov.
Muslimanski vpliv je še vedno viden v okrožju Alfama, stari četrti Lizbone, ki je preživela lizbonski potres leta 1755: številna imena krajev izhajajo iz arabščine in Alfama  je izpeljano iz arabskega al- hamma.
Lizbona je bila kratek čas neodvisno muslimansko kraljestvo, znano kot Lizbonska taifa (1022–1094), preden jo je osvojila večja taifa Badajoza.
Leta 1108 so Lizbono vdrli in zasedli norveški križarji pod vodstvom Sigurda I. Norveški na poti v Sveto deželo kot del norveške križarske vojne in jo tri leta zasedali. Leta 1111 so jo zavzeli mavrski Almoravidi.
Leta 1147 je kot del portugalskih prizadevanj med rekonkvisto Afonz I. Portugalski oblegal in ponovno osvojil Lizbono s pomočjo križarskih vitezov. Mesto s takrat okoli 154.000 prebivalci je bilo vrnjeno pod krščansko oblast. Ponovno osvajanje Portugalske in ponovna vzpostavitev krščanstva je eden najpomembnejših dogodkov v zgodovini Lizbone, opisan v kroniki Expugnatione Lyxbonensi, ki med drugim opisuje, kako so križarji ubili lokalnega škofa in so prebivalci mesta molili k Deviie Mariji, kot se je zgodilo. Nekateri muslimanski prebivalci so se spreobrnili v rimskokatoliško vero, večina tistih, ki se niso spreobrnili, pa je pobegnila v druge dele islamskega sveta, predvsem v muslimansko Španijo in severno Afriko. Vse mošeje so bile ali popolnoma uničene ali spremenjene v cerkve. Zaradi konca muslimanske vladavine je govorjena arabščina hitro izgubila svoje mesto v vsakdanjem življenju mesta in popolnoma izginila.
Zaradi svoje osrednje lege je Lizbona leta 1255 postala glavno mesto novega portugalskega ozemlja. Prvo portugalsko univerzo je leta 1290 v Lizboni ustanovil kralj Denis Portugalski; več let je bil Studium Generale (Splošni študij) občasno prenesen v Coimbro, kjer je bil v 16. stoletju stalno nameščen kot Univerza v Coimbri.
Leta 1384 je mesto oblegal kastiljski kralj Ivan I. kot del trajajoče krize 1383–1385. Rezultat obleganja je bila zmaga Portugalcev, ki jih je vodil Nuno Álvares Pereira.
V zadnjih stoletjih srednjega veka se je mesto močno razširilo in postalo pomembna trgovska postojanka tako s severnoevropskimi kot sredozemskimi mesti.

### Zgodnja sodobnost
Ko so Španci izgnali Jude s španskega ozemlja, jih je veliko zbežalo v Lizbono. Čeprav je Manuel I. Portugalski priznal osrednji pomen Judov za blaginjo mesta, je leta 1497 odredil, da se morajo vsi Judje spreobrniti v krščanstvo, tisti, ki to nočejo, morajo mesto zapustiti, vendar ne pred razlastitvijo njihove lastnine. Leta 1506 je antisemitsko gibanje med starimi kristjani v Lizboni doseglo vrhunec v pokolu, ki je trajal štiri dni, v katerem naj bi bilo ubitih približno 1000 do 4000 novokrščanskih moških, žensk in otrok, spreobrnjenih potomcev sefardskih Judov. Kralj je bil v Évori, ko so se ti dogodki zgodili, a jezen, ko je prejel novico, je ukazal preiskavo, ki je privedla do tega, da so dva brata hujskača izobčili in živa zažgali.
Večina portugalskih odprav v dobi odkritij se je odpravila iz Lizbone v obdobju od konca 15. stoletja do začetka 17. stoletja, vključno z odpravo Vasca da Game v Indijo leta 1498. Naslednja leta 16. stoletja so se začela kot Zlata doba Lizbone: mesto je bilo evropsko trgovsko središče med Afriko, Indijo, Daljnim vzhodom in pozneje Brazilijo, veliko bogastvo pa je pridobilo z izkoriščanjem trgovine z začimbami, sužnji, sladkorjem, tekstilom in drugim blagom. V tem obdobju se je v arhitekturi razmahnil razkošni manuelinski slog, ki je pustil pečat na številnih spomenikih iz 16. stoletja (vključno s stolpom Belém v Lizboni in samostanom Jerónimos, ki ju je UNESCO razglasil za svetovno dediščino). Opis Lizbone v 16. stoletju je napisal Damião de Góis in ga objavil leta 1554.
Nasledstvena kriza leta 1580 je začela šestdesetletno obdobje dvojne monarhije na Portugalskem in v Španiji pod španskimi Habsburžani. To se imenuje Filipinov dominion (Domínio Filipino), saj so se vsi trije španski kralji v tem obdobju imenovali Filip (Filipe). Leta 1589 je bila Lizbona tarča vdora angleške armade, ki jo je vodil Francis Drake, medtem ko je kraljica Elizabeta I. Angleška podpirala portugalskega pretendenta Antonia, priorja Crata, vendar podpore Cratu ni bilo in odprava je bila neuspešna. Portugalska obnovitvena vojna, ki se je začela z državnim udarom, ki sta ga organizirala plemstvo in buržoazija v Lizboni in izvršila 1. decembra 1640, je obnovila neodvisnost Portugalske. Obdobje od 1640 do 1668 so zaznamovali občasni spopadi med Portugalsko in Španijo, pa tudi kratke epizode resnejših vojn do podpisa Lizbonske pogodbe leta 1668.
V začetku 18. stoletja je zlato iz Brazilije omogočilo kralju Ivanu V., da je sponzoriral gradnjo več baročnih cerkva in gledališč v mestu. Pred 18. stoletjem je Lizbona doživela več močnih potresov – osem v 14. stoletju, pet v 16. stoletju (vključno s potresom leta 1531, ki je uničil 1500 hiš, in potresom leta 1597, v katerem so izginile tri ulice) in trije v 17. stoletju.
1. novembra 1755 je mesto uničil še en uničujoč potres, ki je po ocenah ubil 30.000 do 40.000 prebivalcev Lizbone od 200.000 do 275.000 prebivalcev in uničil 85 odstotkov mestnih struktur. Med številnimi pomembnimi stavbami mesta sta bili izgubljeni palača Ribeira in bolnišnica Real de Todos os Santos. Na obalnih območjih, kot je Peniche, ki leži približno 80 km severno od Lizbone, je posledično cunami ubil veliko ljudi.
Do leta 1755 je bila Lizbona eno največjih mest v Evropi; katastrofalni dogodek je pretresel celotno Evropo in pustil globok vtis v njeni kolektivni psihi. Voltaire je kmalu po potresu napisal dolgo pesem Poême sur le désastre de Lisbonne in jo omenil v svojem romanu Candide iz leta 1759 (mnogi namreč trdijo, da je to kritiko optimizma navdihnil ta potres). Oliver Wendell Holmes starejši ga omenja v svoji pesmi iz leta 1857, The Deacon's Masterpiece, or The Wonderful One-Hoss Shay.
Po potresu leta 1755 je bilo mesto obnovljeno v veliki meri v skladu z načrti premiera Sebastiãa Joséja de Carvalha e Mela, 1. markiza Pombala; spodnje mesto je postalo znano kot Baixa Pombalina (osrednje okrožje Pombaline). Namesto obnove srednjeveškega mesta se je Pombal odločil porušiti tisto, kar je ostalo po potresu, in obnoviti mestno jedro po načelih sodobnega urbanega oblikovanja. Rekonstruirano je bilo v odprtem pravokotnem načrtu z dvema velikima trgoma: Praça do Rossio in Praça do Comércio. Prva, osrednja trgovska četrt, je tradicionalno zbirališče mesta in lokacija starejših kavarn, gledališč in restavracij; drugi je postal glavni dostop mesta do reke Tajo ter točka odhoda in prihoda morskih plovil, ki ga krasita slavolok (1873) in spomenik kralju Jožefu I.

### Sodobnost
V prvih letih 19. stoletja so Portugalsko vdrle čete Napoléona Bonaparteja, zaradi česar sta morala kraljica Marija I. in princ-regent Ivan (bodoči Ivan VI. Portugalski) začasno pobegniti v Brazilijo. Ko se je novi kralj vrnil v Lizbono, so napadalci izropali, oplenili ali uničili številne stavbe in lastnino.
V 19. stoletju je liberalno gibanje v mestno krajino vneslo nove spremembe. Glavna območja so bila v okrožju Baixa in vzdolž okrožja Chiado, kjer so se množile trgovine, trafike, kavarne, knjigarne, klubi in gledališča. Razvoj industrije in trgovine je določil rast mesta, saj se je Passeio Público, park iz obdobja Pombaline, spremenil v Avenida da Liberdade, ko je mesto raslo dlje od reke Tajo.
Lizbona je bila prizorišče umora kralja Karla Portugalskega leta 1908, dogodek, ki je dosegel vrhunec dve leti pozneje z ustanovitvijo Prve republike.
Mesto je leta 1911 po stoletjih nedejavnosti v Lizboni znova ustanovilo svojo univerzo in vključilo reformirane nekdanje visoke šole in druge neuniverzitetne visokošolske šole v mestu (kot je Escola Politécnica – zdaj Faculdade de Ciências). Danes sta v mestu dve javni univerzi (Univerza v Lizboni in Nova univerza v Lizboni), javni univerzitetni inštitut (ISCTE – Lizbonski univerzitetni inštitut) in politehnični inštitut (IPL – Instituto Politécnico de Lisboa).
Med drugo svetovno vojno je bila Lizbona eno redkih nevtralnih, odprtih evropskih atlantskih pristanišč, glavna vrata za begunce v ZDA in zatočišče za vohune. Več kot 100.000 beguncev je lahko pobegnilo iz nacistične Nemčije preko Lizbone.
Med režimom Estado Novo (1926–1974) je bila Lizbona pod vplivom Duarteja Pacheca, ministra za dela, razširjena na račun drugih okrožij v državi, kar je povzročilo nacionalistične in monumentalne projekte. Zgrajeni so bili novi stanovanjski in javni objekti; cona Belém je bila spremenjena za portugalsko razstavo leta 1940, medtem ko so se vzdolž obrobja pojavila nova okrožja, v katerih je prebivalo naraščajoče prebivalstvo. Odprtje mostu čez reko Tajo je omogočilo hitro povezavo med obema stranema reke.
Lizbona je bila prizorišče treh revolucij v 20. stoletju. Prva, revolucija 5. oktobra 1910, je prinesla konec portugalske monarhije in vzpostavila zelo nestabilno in skorumpirano Prvo portugalsko republiko. Revolucija 6. junija 1926 je končala prvo republiko in trdno vzpostavila Estado Novo ali portugalsko Drugo republiko kot vladajoči režim.

### 20. in 21. stoletje
Nageljnova revolucija, ki se je zgodila 25. aprila 1974, je končala desničarski režim Estado Novo in preoblikovala državo, da je postala, kot je danes, Tretja portugalska republika.
V 1990-ih so bila številna okrožja prenovljena, v zgodovinskih četrtih pa so bili vzpostavljeni projekti za posodobitev teh območij, na primer prenovljene so bile arhitekturne in dediščinske stavbe, severni rob reke Tajo je bil ponovno namenjen za prosti čas in stanovanjsko rabo. Zgrajen je bil most Vasco da Gama, vzhodni del občine pa je bil preoblikovan za Expo '98 v počastitev 500. obletnice morskega potovanja Vasca da Game v Indijo, potovanja, ki je Lizboni prineslo ogromno bogastva in povzročilo gradnjo številnih lizbonskih znamenitosti.
Leta 1988 je požar v zgodovinskem okrožju Chiado povzročil uničenje številnih stavb v pombalovem slogu iz 18. stoletja. Serija obnovitvenih del je območje vrnila v prejšnje stanje in ga spremenila v nakupovalno četrt velikega obsega.
Lizbonska agenda je bil sporazum Evropske unije o ukrepih za oživitev gospodarstva EU, podpisan v Lizboni marca 2000. Oktobra 2007 je Lizbona gostila vrh EU 2007, na katerem je bil dosežen dogovor o novem modelu upravljanja EU. Iz tega izhajajoča Lizbonska pogodba je bila podpisana 13. decembra 2007 in je začela veljati 1. decembra 2009.
Lizbona je bila prizorišče številnih mednarodnih dogodkov in programov. Leta 1994 je bila Lizbona evropska prestolnica kulture. 3. novembra 2005 je Lizbona gostila podelitev evropskih glasbenih nagrad MTV. 7. julija 2007 je v Lizboni potekala slovesnost volitev Novih 7 čudes sveta na stadionu Luz s prenosom v živo za milijone ljudi po vsem svetu. Lizbona vsaki dve leti gosti glasbeni festival Rock in Rio Lisboa, enega največjih na svetu. Lizbona je gostila vrh Nata (19.–20. november 2010), srečanje na vrhu, ki velja za občasno priložnost za voditelje držav in vlad držav članic Nata, da ocenijo in zagotovijo strateško usmeritev dejavnosti zavezništva. Mesto gosti Web Summit in je sedež skupine G7+. Leta 2018 je prvič gostila tekmovanje za pesem Evrovizije in Michelinov gala. 11. julija 2018 je Aga Khan IV. uradno izbral palačo Henrique de Mendonça, ki je na Rua Marquês de Fronteira, za Divan ali sedež globalnega nizarijskega muslimanskega imamata. Lizbona je avgusta istega leta gostila Svetovni dan mladih 2023, ki je pritegnil katoliško mladino z vsega sveta. Papež Frančišek je vodil več dogodkov, končna maša v mestnem parku Parque do Tejo pa je imela po ocenah 1,5 milijona udeležencev.

## Geografija
Lizbona je na 38°42′49.75″N 9°8′21.79″W / 38.7138194°N 9.1393861°W, leži ob estuariju reke Tajo in je najbolj zahodna prestolnica celinske evropske države.
Najbolj zahodni del Lizbone zavzema gozdni park Monsanto, 10 km² velik mestni park, ki je eden največjih v Evropi in zavzema 10 % občine.
Mesto zavzema površino 100,05 km² in njegove mestne meje, za razliko od večine večjih mest, sovpadajo z mejami občine. Preostali del urbaniziranega območja mestnega območja Lizbone, splošno znanega kot Velika Lizbona (portugalsko Grande Lisboa), vključuje več upravno opredeljenih mest in občin na severnem bregu reke Tajo. Večje lizbonsko metropolitansko območje vključuje polotok Setúbal na jugu.
Občina Lizbona je do novembra 2012 vključevala 53 freguezij. Nov zakon ("Lei nº 56/2012") je število freguezij zmanjšal na naslednjih 24.

### Podnebje
Lizbona ima sredozemsko podnebje (Köppen: Csa) z blagimi, deževnimi zimami in toplimi do vročimi, suhimi poletji. Povprečna letna temperatura je 17,4 °C, podnevi 21,3 °C in ponoči 13,5 °C.
V najhladnejšem mesecu – januarju – je najvišja dnevna temperatura običajno od 11 do 19 °C, najnižja temperatura ponoči je od 3 do 13 °C in povprečna temperatura morja je 16 °C. V najtoplejšem mesecu – avgustu – se najvišja dnevna temperatura običajno giblje od 25 do 32 °C, najnižja temperatura ponoči je od 14 do 20 °C in povprečna temperatura morja je okoli 20 °C.
Med evropskimi prestolnicami se Lizbona uvršča med tiste z najtoplejšimi zimami in ima najmilejše zimske noči od vseh večjih evropskih mest, s povprečno 8,3 °C v najhladnejšem mesecu in 18,6 °C v najtoplejšem mesecu. Najnižja temperatura, ki so jo kdaj koli zabeležili v Lizboni, je bila februarja 1956 –1,2 °C; čeprav lahko druge lokacije v njenem metropolitanskem območju zabeležijo nižje temperature, nanje pa mestni toplotni otok mestnega središča ne vpliva toliko, saj sta Sintra in Setúbal dosegla –4 °C in –5,1 °C v tem zaporedju, oba pa v povprečju doživita približno 13 dni zmrzali na leto. Najvišja temperatura, ki so jo kdaj koli izmerili v Lizboni, je bila 44,0 ° 4. avgusta 2018.
Mesto ima okoli 2806 sončnih ur na leto, povprečno 4,6 sončne ure na dan decembra in 11,4 sončne ure na dan julija, čeprav je, če odmislimo trajanje dneva, najbolj sončen avgust, z več kot 80-odstotno verjetnostjo neposredna sončna svetloba, ki pade na tla.
Lizbona ima približno 750 mm padavin na leto. Najbolj namočen mesec sta november in december, saj padeta tretjina vseh letnih padavin. Julij in avgust sta najbolj suha.[70]

## Soseske
Na lokalni ravni se lahko prebivalci Lizbone običajno sklicujejo na Lizbono v smislu zgodovinskih Bairros de Lisboa (sosesk). Te skupnosti nimajo jasno opredeljenih meja in predstavljajo posebne četrti mesta, ki imajo skupno zgodovinsko kulturo, podobne življenjske standarde in prepoznavne arhitekturne znamenitosti, kot so na primer Bairro Alto, Alfama, Chiado in tako naprej.

### Alcântara
Čeprav je danes precej osrednja, je bila nekoč zgolj predmestje Lizbone, ki je obsegalo predvsem kmetije in kmečke posesti s svojimi palačami. V 16. stoletju je bil tu potok, ki so ga plemiči prečkali v čolnih. V poznem 19. stoletju je Alcântara postala priljubljena industrijska cona z veliko majhnimi tovarnami in skladišči.
V zgodnjih 1990-ih je Alcântara začela privabljati mlade zaradi številnih gostiln in diskotek. Razlog za to je predvsem zunanji prostor večinoma poslovnih stavb, ki so predstavljale ovire za nočno življenje, ki ustvarja hrup (ki je deloval kot blažilnik za bivalne skupnosti, ki so ga obdajale). Medtem so nekatera od teh območij postajala gentrificirana, privabila so gradnjo podstrešij in novih stanovanj, ki so imela koristi od pogledov na reko in osrednjo lokacijo.
Rečna obala Alcántare je znana po svojih nočnih klubih in barih. Območje je splošno znano kot docas (doki), saj je večina klubov in barov nameščenih v predelanih skladiščih.

### Alfama
Najstarejši lizbonski okraj se razprostira po južnem pobočju od gradu São Jorge do reke Tajo. Ime, ki izhaja iz arabskega Al-hamma, pomeni fontane ali kopeli. Med islamsko invazijo na Iberski polotok je Alfama predstavljala največji del mesta, ki se je raztezal proti zahodu do soseske Baixa. Alfama je postajala vse bolj naseljena z ribiči in revnimi: slava kot revna soseska se nadaljuje vse do danes. Medtem ko je lizbonski potres leta 1755 povzročil precejšnjo škodo v celotnem glavnem mestu, je Alfama zaradi majhnega labirinta ozkih ulic in majhnih trgov preživela z malo škode. Gre za zgodovinsko četrt stavb mešane rabe, v katerih so bari, restavracije in domovi z majhnimi trgovinami spodaj. Posodobitev je okrepila okrožje: stare hiše so bile ponovno opremljene ali predelane, medtem ko so bile zgrajene nove stavbe. Fado, tipično portugalski slog melanholične glasbe, je pogost (vendar ne obvezen) v restavracijah okrožja.

### Mouraria
Mouraria ali mavrska četrt, je ena izmed najbolj tradicionalnih sosesk v Lizboni, čeprav je Estado Novo večino starih stavb porušil med letoma 1930 in 1970. Ime je dobila zaradi dejstva, da so muslimani, ki so ostali po tem, ko so kristjani ponovno osvojili Lizbono, omejeni na ta del mesta. Judje pa so bili omejeni na tri soseske, imenovane Judiarias.

### Bairro Alto
Bairro Alto (dobesedno Zgornja četrt v portugalščini) je območje osrednje Lizbone, ki deluje kot stanovanjski, nakupovalni in zabaviščni predel; je središče nočnega življenja portugalske prestolnice, privablja hipstersko mladino in člane različnih glasbenih subkultur. Lizbonski punk, gej, metal, goti, hip-hop in reggae prizori imajo svoj dom v Bair	ru s številnimi klubi in bari, ki jim služijo. Množice v Bairro Altu so multikulturna mešanica ljudi, ki predstavljajo širok prerez sodobne portugalske družbe, mnoge izmed njih so iskalci zabave in bhakte različnih glasbenih zvrsti zunaj mainstreama, vendar Fado, portugalska nacionalna glasba, še vedno živi  sredi novega nočnega življenja.

### Baixa
Srce mesta je Baixa ali mestno središče; Pombaline Baixa je elegantno okrožje, zgrajeno predvsem po lizbonskem potresu leta 1755, ime pa je dobilo po svojem dobrotniku Sebastiau Joséu de Carvalho e Melu, prvemu markizu Pombalu, ki je bil minister Jožefa I. Portugalskega (1750–1777) in ključna osebnost v obdobju portugalskega razsvetljenja. Po katastrofi leta 1755 je Pombal prevzel vodilno vlogo pri obnovi Lizbone, uvedbi strogih pogojev in smernic za gradnjo mesta ter preoblikovanju načrta ulic, ki je okrožje pred potresom označil v sedanjem vzorčnem omrežju. Posledično je Pombalinova Baixa eden prvih primerov potresno odpornih konstrukcij. Arhitekturni modeli so bili preizkušeni z vojaškimi pohodi okoli njih, da bi simulirali potres. Pomembne značilnosti struktur so Pombalinova kletka, simetrični okvir lesene mreže, namenjen raznosu potresnih sil in stene med terasami, ki so bile zgrajene višje kot strešni les, da bi preprečile širjenje požarov.

### Belém
Belém je znan kot kraj, iz katerega so se mnogi veliki portugalski raziskovalci odpravili na potovanja po svetu. Še posebej je to mesto iz katerega je Vasco da Gama leta 1497 odpotoval v Indijo, Pedro Álvares Cabral pa je leta 1499 odplul v Brazilijo. V 17. in 18. stoletju je bila tu palača Belém, nekdanja kraljeva rezidenca, ki jo je zasedel predsednik Portugalske in palača Ajuda, ki se je začela graditi leta 1802, vendar nikoli ni bila dokončana.
Morda je najpomembnejša značilnost Beléma njen stolp Torre de Belém, katerega podobo veliko uporabljajo lizbonske turistične organizacije. Stolp je bil zgrajen kot utrjen svetilnik pozno v času vladavine Dom Manuela l. (1515–1520), da bi zavaroval vhod v pristanišče. Stal je na otočku na desni strani reke Tajo, obdan z vodo. Belémova druga pomembna zgodovinska stavba je Mosteiro dos Jerónimos (samostan sv. Hieronima), ki so ga delno zgradili za obrambo. Najpomembnejša sodobna značilnost Beléma je Padrão dos Descobrimentos (spomenik odkritjem), zgrajen za portugalski svetovni sejem leta 1940. V središču Beléma je Praça do Império (kraljevi trg): vrtovi okoli velikega vodnjaka, ki je bil postavljen med drugo svetovno vojno. Zahodno od vrtov leži Centro Cultural de Belém. Belém je eno najbolj obiskanih lizbonskih okrožij. Tu je Estádio do Restelo, hiša Belenenses.

### Chiado
Chiado je tradicionalno nakupovalno območje, ki združuje stare in sodobne trgovske ustanove, osredotočene posebej na Rua do Carmo in Rua Garrett. Domačini kot tudi turisti obiščejo Chiado, da kupijo knjige, oblačila in lončenino, pa tudi kavo. Najbolj znana kavarna Chiada je Brasileira, ki slovi po pesniku Fernando Pessoa med svojimi strankami. Chiado je tudi pomembno kulturno območje z več muzeji in gledališči, vključno z opero. Več stavb je bilo uničenih v požaru leta 1988, dogodku, ki je globoko pretresel državo. Zahvaljujoč projektu obnove, ki je trajal več kot 10 let in ga je vodil slavni arhitekt Siza Vieira, je prizadeto območje zdaj skoraj rekonstruirano.
Bazilika Estrela iz 18. stoletja je glavna atrakcija tega okrožja. Cerkev z veliko kupolo je na hribu, ki je bil takrat zahodni del Lizbone. Slog je podoben tistemu v narodni palači Mafra, pozni barok in neoklasicizem. Fasada ima dva zvonika in kipe svetnikov ter nekatere alegorične figure. Palača São Bento, sedež portugalskega parlamenta in uradni sedež portugalskega predsednika vlade in predsednika skupščine Republike Portugalske, so v tem okrožju. Tudi v tem okrožju je park Estrela, ki je priljubljen pri družinah. Obstajajo eksotične rastline in drevesa, ribnik, različne skulpture, otroško igrišče in številne kulturne prireditve, ki se odvijajo skozi vse leto, vključno kino na prostem, trgi in glasbeni festivali

### Parque das Nações
Parque das Nações (Park narodov) je najnovejše okrožje v Lizboni, ki je izšlo iz programa prenove mesta do svetovne razstave Lizbona 1998, znane tudi kot Expo '98. Območje je doživelo velike spremembe, s čimer je Parque das Nações dobil futuristični videz. Dediščina istega območja je postala še eno komercialno in dražje stanovanjsko območje mesta.
Osrednje območje je Gare do Oriente (železniška postaja Orient), ki je eno glavnih prometnih vozlišč v Lizboni za vlake, avtobuse, taksije in podzemno železnico. Stekleni in jekleni stebri so navdihnjeni z gotsko arhitekturo, ki celotni strukturi daje vizualni učinek (zlasti pri sončni svetlobi ali ponoči). Zasnoval jo je arhitekt Santiago Calatrava iz Valencije v Španiji. Preko ceste, skozi  Vasco da Gama Mall, je Parque das Nações (Park narodov), mesto svetovne razstave 1998 World Expo.
Območje je prijazno za pešce z novimi stavbami, restavracijami, vrtovi, Casino Lizbona, stavbo FIL (mednarodna razstava in sejem), gledališčem Camões in Oceanário de Lisboa (lizbonski oceanarij), drugim največjim na svetu. . Okrožje Altice Arena je postalo lizbonska arena za najrazličnejše prireditve. Z 20.000 sedeži organizirajo dogodke od koncertov do turnirjev v košarki.

## Demografski podatki
Lizbona ima 548.703 prebivalcev znotraj upravnega središča na površini le 100,05 km². Gostota prebivalstva samega mesta je 5445,7/km².
Lizbonsko metropolitansko območje vključuje dve NUTS III (evropski statistični pododdelki): Grande Lisboa (Velika Lizbona), vzdolž severnega brega reke Tajo, in Península de Setúbal (polotok Setúbal), vzdolž južnega brega. Ta dva pododdelka tvorita Região de Lisboa (Lizbonska regija).
Administrativno opredeljena mesta, ki obstajajo v bližini prestolnice, so dejansko del metropolitanskega območja Lizbone. Mestno območje ima po podatkih vlade približno 2,9 milijona prebivalcev in je enajsto največje urbano območje v Evropski uniji. Tudi drugi viri kažejo podobne številke: po podatkih Organizacije za gospodarsko sodelovanje in razvoj je imelo območje 2.797.612 prebivalcev; po podatkih Oddelka za gospodarske in socialne zadeve Združenih narodov 2.890.000; po podatkih Evropske statistike Urad Eurostat 2.839.908 in po Brookings Institution 2.968.600.
Največja vera je po portugalskem popisu leta 2021 rimokatolicizem. Delež katoličanov v ožjem mestu Lizbona (okoli 66 %) je bistveno višji kot v metropolitanskem območju mesta (55 %). To je morda posledica dejstva, da je starostna struktura mesta Lizbona starejša od tiste v okoliških območjih in da so mlajše generacije na splošno manj verne.
Leta 2022 približno 21,7 % prebivalstva mesta sestavljajo tuji državljani, pri čemer so Brazilci največja tuja skupnost s prebivališčem, sledijo pa jim Italijani, Francozi, Nepalci in Bangladešani.
Prebivalstvo Lizbone je z leti vztrajno upadalo zaradi ljudi, ki iščejo boljšo nastanitev po nižjih cenah drugje v širši Lizboni. Poleg tega je množica hiš v središču mesta postala turistični objekt, kar je poslabšalo pomanjkanje ponudbe na stanovanjskem trgu v Lizboni.

## Znamenitosti
Srce mesta je Lizbonska Baixa ali Spodnje mesto, ki je od lizbonskega potresa organizirano po sistemu mreže in grajeno v obliki kvadrantov. Na enem od lizbonskih gričev, vzhodno od mesta, stojita grad São Jorge in stolnica Santa Maria Maior. Najstarejše okrožje mesta je Alfama, blizu reke Tajo, ki ga razni potresi skorajda niso prizadeli.
Druge znamenitosti so: Samostan Jerónimos, Stolp Belém, Grad São Jorge na vrhu najvišjega hriba starega dela mesta, Praça do Comércio (Trgovski trg), Trg Rossio, Trg Restauradores in Dvigalo Santa Justa v gotskem slogu, zgrajeno okoli leta 1900, ki povezuje Baixo ter Bairro Alto.
Lizbona je arhitekturno zelo bogata; povsod lahko najdemo romanske, gotske, baročne, tradicionalne portugalske, modernistične in post-modernistične zgradbe. Mesto je, še posebej v zgornjih okrožjih, polno spomenikov, prečkajo pa ga široke avenije, med katerimi so najbolj znane Avenida da Liberdade, Avenida Fontes Pereira de Mello, Avenida Almirante Reis and Avenida da República.
Pomembnejši od mnogih muzejev v mestu so:
Museu Nacional de Arte Antiga (Narodni muzej antične umetnosti, Lizbona), Museu dos Azulejos (Muzej azulejos), Museu Calouste Gulbenkian (Muzej Calouste Gulbenkian; vsebuje raznovrstne zbirke predvsem moderne umetnosti), Oceanário de Lisboa (Lizbonski akvarij, največji v Evropi), Museu do Design v Centro Cultural de Belém (oblikovalski muzej) in Museu Nacional dos Coches (Narodni muzej kočij; vsebuje eno največjih zbirk kraljevih kočij na svetu).
Lizbona ima dve lokaciji, ki ju je UNESCO leta 1983 uvrstil na seznam svetovne dediščine: stolp Belém in samostan Jerónimos.

## Gospodarstvo
Lizbona, prestolnica Portugalske, ima večino gospodarstva usmerjenega v terciarni sektor. Večina sedežev portugalskih podjetij je prav v Lizboni. Širše območje mesta je močno industrializirano, še posebej južni breg reke Tajo.
Lizbonska regija je daleč najbolj premožna portugalska regija (predstavlja 45 % portugalskega BDP), zato bo najverjetneje v prihodnjih letih prenehala prejemati pomoč EU za regionalni razvoj, saj je povprečni dohodek na prebivalca v tem območju veliko višji kot v preostali državi in v drugih državah članicah.

## Transport
Čeprav je lizbonsko transportno omrežje zelo daljnosežno in zanesljivo, so zastoji še vedno zelo pogosti.
Glavna prometna žila je lizbonski Metro, ki povezuje jedro mesta z zgornjimi in vzhodnimi okrožji. Prizadevni projekti bodo razširili omrežje za skoraj tretjino ter povezali letališče, severna in zahodna okrožja. V uporabi so tudi avtobusi, vzpenjače in tramvaji.
Mesto je z nasprotnim bregom reke Tejo povezano preko dveh mostov:
- Most 25. aprila, ki je bil slovesno odprt 6. avgusta 1966 kot Ponte Salazar in kasneje preimenovan po datumu Nageljnove revolucije. Je najdaljši viseči most v Evropi.
- Most Vasca da Game, odprt leta 1998. Je eden najdaljših mostov na svetu in najdaljši v Evropi.

## Šolstvo
Univerza v Lizboni (Universidade de Lisboa), ustanovljena leta 1290, je ena najstarejših višješolskih izobraževalnih institucij na svetu. Danes je največja in najuglednejša univerza v državi. Nova lizbonska univerza (Universidade Nova de Lisboa) je druga splošna javna univerza v mestu (ustanovljena leta 1973). Tehniška univerza v Lizboni  Arhivirano 2005-06-21 na Wayback Machine., ustanovljena leta 1930, ponuja diplome iz znanosti in tehnike. Večje zasebne izobraževalne ustanove so Moderna univerza v Lizboni, katoliška univerza UCP , Univerza Lusíada, Univerza Lusófna za humanistične vede in tehnologije ter Univerza Luís de Camões Autonomous.

### Dogodki
V Lizboni je bil organiziran Expo '98, ki je bil časovno usklajen z 500. obletnico potovanja Vasca da Game v Indijo.
Lizbona je gostila finale Eura 2004, kot tudi mnoge druge mednarodne dogodke, vključno s srečanji NATA in EU.
Leta 1994 je bila Lizbona evropsko mesto kulture. 

## Pomembni ljudje rojeni v Lizboni
- José Manuel Durão Barroso (1956), politik
- Katarina Bragança (1638-1705)
- Richard William Church (1815-1890)
- Rita Guerra (1967)
- Anton Padovanski (1195-1231)
- Fernando Pessoa (1888-1935)
- Paula Rego (1935)
- Amália Rodrigues (1920-1999)
- Mário Soares (1924-2017), politik